# Gerrit Willem van Oosten de Bruyn

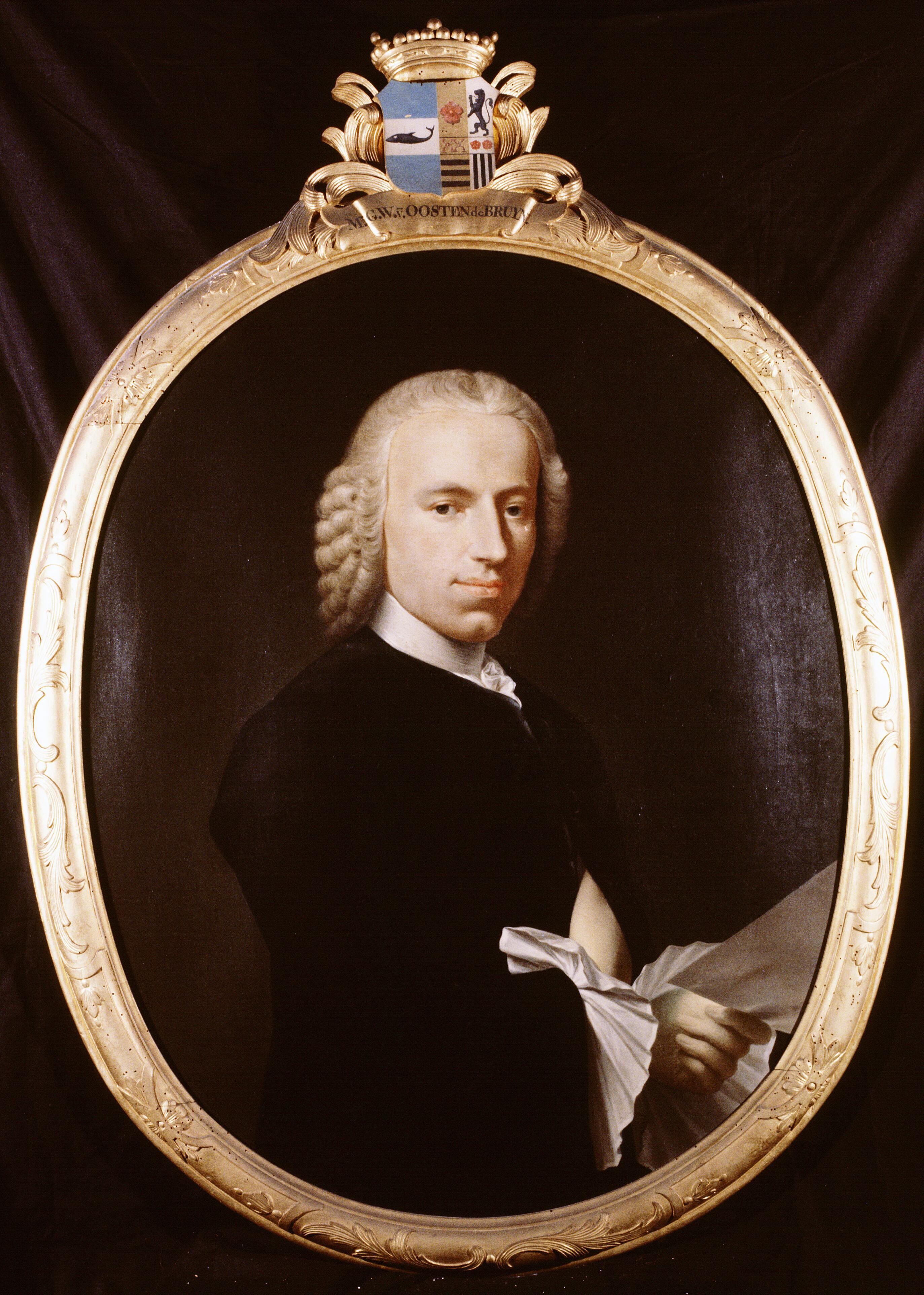
Portret van Van Oosten de Bruyn door Tako Hajo Jelgersma, 1764

Gerrit Willem van Oosten de Bruyn (Amersfoort, 17 oktober 1727 - aldaar, 16 juli 1797) was een Nederlandse historicus en advocaat.

## Afkomst en opleiding
Van Oosten de Bruyn kwam ter wereld als zoon van de predikant Cornelis de Bruyn en Elisabeth van Oosten, telg uit een welgestelde familie. Reeds op jonge leeftijd verhuisde Van Oosten de Bruyn naar Haarlem. Hij studeerde rechten aan de Utrechtse universiteit, waar hij in 1748 promoveerde. Na zijn studie vestigde hij zich opnieuw in Haarlem, alwaar hij trouwde met Maria Croon, afkomstig uit een gegoede familie. Het paar kreeg zes dochters. 

## Bestuur en wetenschap
Dankzij het fortuin van zijn moeder en dat van zijn vrouw kon Van Oosten de Bruyn het zich veroorloven geen betaald ambt te hoeven uitoefenen. Hij kon zich daardoor volledig richten op het zitting nemen in besturen en het bedrijven van wetenschap. Zo fungeerde Van Oosten de Bruyn als regent van het Hofje van Noblet. Ook was hij tussen 1787 en 1795 lid van de Haarlemse vroedschap, waar hij in 1789 en 1790 als burgemeester diende. Hij gold als orangist en werd na de Bataafse Omwenteling van 1795 afgezet. Hij verhuisde vervolgens naar zijn geboortestad, waar hij ging wonen op het landgoed Randenbroek. 
Als wetenschapper hield Van Oosten de Bruyn zich voornamelijk bezig met geschiedenis en penningkunde. Bij testament van Pieter Teyler van der Hulst werd Van Oosten de Bruyn benoemd tot lid van Teylers Tweede Genootschap, waar hij zich vooral bezig hield met historie. Hij was onder meer betrokken bij de geschiedkundige prijsvragen van het genootschap. Daarnaast bracht hij zelf ook historische werken uit, waaronder een stadsgeschiedenis van Haarlem.
- Biografisch Portaal: 83301538
- Digitale Bibliotheek voor de Nederlandse Letteren: oost004
- Gemeinsame Normdatei: 133924718
- Nederlandse Thesaurus van Auteursnamen: 069932921
- Virtual International Authority File: 286088848
- WorldCat: E39PBJwX7tGkYjYkY7BwKdcpT3